# Второй кабинет Санчеса
Второй кабинет Санчеса (исп. Segundo Gobierno Sánchez) — кабинет министров Испании во главе с председателем правительства Педро Санчесом (Испанская социалистическая рабочая партия). Педро Санчес был избран председателем правительства 7 января 2020 года после досрочных парламентских выборов 10 ноября 2019 года, на которых Испанская социалистическая рабочая партия победила простым большинством, и принёс присягу 8 января. Педро Санчес сформировал правительство в коалиции с Социалистической партии Каталонии и «Унидос-Подемос». Это первое коалиционное правительство в истории современной Испании. 13 января 2020 года правительство принесло присягу. Второй кабинет Санчеса сменил первый кабинет Санчеса.
Правительственная программа «Прогрессивного правительства» была принята 30 декабря 2019 года в результате переговоров между Педро Санчесом и главой коалиции «Podemos»—«Объединённые левые» Пабло Иглесиасом. Однако правительство так и не смогло добиться её реализации, из-за чего подверглось нападкам со стороны леворадикальных (таких, как Коммунистическая партия Испании) и националистических сил. Арест популярного рэпера Пабло Хаселя спровоцировал массовые протесты, которые были подавлены силовым путём.

## Инвеститура
Санчес был избран премьер-министром Конгрессом депутатов 7 января 2020 года во втором туре голосования с перевесом в 2 голоса (за проголосовали 167 депутатов, против — 165, воздержались — 18).
| Инвеститура Педро Санчес (Испанская социалистическая рабочая партия) | |                    |                    |
| →Избирательный бюллетень                                             | →Избирательный бюллетень | 5 января 2020 года | 7 января 2020 года |
| Необходимое большинство →                                            | Необходимое большинство → | 176 из 350         | Простое            |
|                                                                      | За - • ИСРП (120) - • Унидос-Подемос (35) (34 — 5 янв.) - • БНП (5) - • Мас Паис (2) - • Компромисс (1) - • Новые Канары (1) - • Галисийский националистический блок (1) - • «Теруэль существует» (1) | 166 из 350         | 167 из 350         |
|                                                                      | Против - • НП (88) - • Голос (52) - • Граждане (10) - • Вместе за Каталонию (8) - • Кандидатура народного единства (2) - • NA+ (2) - • Канарская коалиция (1) - • PRC (1) - • FAC (1)                 | 165 из 350         | 165 из 350         |
|                                                                      | Воздержались - • Левые республиканцы Каталонии (13) - • EH Bildu (5) | 18 из 350          | 18 из 350          |
|                                                                      | Прогульщиков • Унидос-Подемос (1) (5 янв.) | 1 из 350           | 0 из 350           |

## Состав
В составе правительства председатель и 22 министра, в том числе три вице-премьера (до 12 июля 2021 года — четыре). В правительстве до 31 марта 2021 года было 11 мужчин и 11 женщин, затем до 12 июля 2021 года — 10 мужчин и 12 женщин, в настоящее время — 8 мужчин и 14 женщин.
| Второй кабинет Санчеса                                                                                                 |                                               |                                                                              | |
| Пост | Имя                                           | Период полномочий                                                            | Партия |
| Председатель правительства                                                                                             | Педро Санчес                                  | с 8 января 2020 года                                                         | Испанская социалистическая рабочая партия                                                                             |
| Первый вице-премьер | Кармен Кальво Надия Кальвиньо                 | 13 января 2020 — 12 июля 2021 с 12 июля 2021                                 | Испанская социалистическая рабочая партия беспартийная                                                                |
| Второй вице-премьер | Пабло Иглесиас Надия Кальвиньо Йоланда Диас   | 13 января 2020 — 31 марта 2021 31 марта 2021 — 12 июля 2021 с 12 июля 2021   | Подемос беспартийная Объединённые левые                                                                               |
| Третий вице-премьер | Надия Кальвиньо Йоланда Диас Тереса Рибера    | 13 января 2020 — 31 марта 2021 31 марта 2021 — 12 июля 2021 с 12 июля 2021   | беспартийная Объединённые левые Испанская социалистическая рабочая партия                                             |
| Четвёртый вице-премьер                                                                                                 | Тереса Рибера                                 | 13 января 2020 — 12 июля 2021                                                | Испанская социалистическая рабочая партия                                                                             |
| Официальный представитель правительства                                                                                | Мария Хесус Монтеро Исабель Родригес          | 13 января 2020 — 12 июля 2021 с 12 июля 2021                                 | Испанская социалистическая рабочая партия                                                                             |
| Министр экологического перехода и демографического вызова                                                              | Тереса Рибера                                 | с 13 января 2020                                                             | Испанская социалистическая рабочая партия                                                                             |
| Министр по делам кабинета министров, вопросам отношений с Генеральными Кортесами и демократической памяти              | Кармен Кальво Феликс Боланьос                 | 13 января 2020 года — 12 июля 2021 с 12 июля 2021                            | Испанская социалистическая рабочая партия                                                                             |
| Министр по социальным правам и повестке дня до 2030 года                                                               | Пабло Иглесиас Ионе Беларра                   | 13 января 2020 — 31 марта 2021 с 31 марта 2021                               | Подемос |
| Министр экономических дел и цифровой трансформации                                                                     | Надя Кальвиньо                                | с 13 января 2020 года                                                        | беспартийная |
| Министр иностранных дел                                                                                                | Аранча Гонсалес Лайя Хосе Мануэль Альбарес    | 13 января 2020 — 12 июля 2021 с 12 июля 2021                                 | беспартийная Испанская социалистическая рабочая партия                                                                |
| Министр юстиции | Хуан Карлос Кампо Пилар Льоп                  | 13 января 2020 — 12 июля 2021 с 12 июля 2021                                 | Испанская социалистическая рабочая партия                                                                             |
| Министр обороны | Маргарита Роблес                              | с 13 января 2020 года                                                        | беспартийная |
| Министр финансов (2020—2021) Министр финансов и государственной администрации (с 2021)                                 | Мария Хесус Монтеро                           | с 13 января 2020 года                                                        | Испанская социалистическая рабочая партия                                                                             |
| Министр внутренних дел                                                                                                 | Фернандо Гранде-Марласка                      | с 13 января 2020 года                                                        | беспартийный |
| Министр транспорта, мобильности и городской повестки дня                                                               | Хосе Луис Абалос Ракель Санчес Хименес        | 13 января 2020 — 12 июля 2021 с 12 июля 2021                                 | Испанская социалистическая рабочая партия Социалистическая партия Каталонии                                           |
| Министр образования и профессиональной подготовки                                                                      | Исабель Селаа Пилар Алегрия                   | 13 января 2020 — 12 июля 2021 с 12 июля 2021                                 | Испанская социалистическая рабочая партия                                                                             |
| Министр труда | Йоланда Диас                                  | с 13 января 2020 года                                                        | Объединённые левые |
| Министр промышленности, торговли и туризма                                                                             | Рейес Марото                                  | с 13 января 2020 года                                                        | Испанская социалистическая рабочая партия                                                                             |
| Министр сельского хозяйства                                                                                            | Луис Планас                                   | с 13 января 2020 года                                                        | Испанская социалистическая рабочая партия                                                                             |
| Министр территориальной политики и государственной администрации (2020—2021) Министр территориальной политики (с 2021) | Каролина Дариас Микель Исета Исабель Родригес | 13 января 2020 — 27 января 2021 27 января 2021 — 12 июля 2021 с 12 июля 2021 | Испанская социалистическая рабочая партия Социалистическая партия Каталонии Испанская социалистическая рабочая партия |
| Министр культуры и спорта                                                                                              | Хосе Мануэль Родригес Урибес Микель Исета     | 13 января 2020 — 12 июля 2021 с 12 июля 2021                                 | Испанская социалистическая рабочая партия Социалистическая партия Каталонии                                           |
| Министр здравоохранения                                                                                                | Сальвадор Илья Каролина Дариас                | 13 января 2020 — 27 января 2021 с 27 января 2021                             | Социалистическая партия Каталонии Испанская социалистическая рабочая партия                                           |
| Министр науки и инноваций                                                                                              | Педро Дуке Диана Морант                       | 13 января 2020 — 12 июля 2021 с 12 июля 2021                                 | беспартийный Испанская социалистическая рабочая партия                                                                |
| Министр равных возможностей                                                                                            | Ирене Монтеро                                 | с 13 января 2020 года                                                        | Подемос |
| Министр потребления | Альберто Гарсон                               | с 13 января 2020 года                                                        | Объединённые левые |
| Министр социального обеспечения, включения и миграции                                                                  | Хосе Луис Эскрива                             | с 13 января 2020 года                                                        | беспартийный |
| Министр по делам университетов                                                                                         | Мануэль Кастельс Жоан Субиратс                | 13 января 2020 — 20 декабря 2021 с 20 декабря 2021                           | беспартийный |